# Colona javanica
Colona javanica là một loài thực vật có hoa trong họ Cẩm quỳ. Loài này được (Blume) Burret mô tả khoa học đầu tiên năm 1926.